# William Messing
William Messing est un mathématicien américain qui travaille dans le domaine de la géométrie algébrique arithmétique.

## Biographie
Messing obtient son doctorat en 1971 à l'Université de Princeton sous la direction d'Alexandre Grothendieck (et de Nicholas Michael Katz) avec sa thèse intitulée The Crystals Associated to Barsotti–Tate Groups : With Applications to Abelian Schemes. En 1972, il est instructeur CLE Moore au Massachusetts Institute of Technology. Il est actuellement professeur à l'Université du Minnesota (Minneapolis).
Dans sa thèse, Messing développe la conférence de Grothendieck de 1970 au Congrès international des mathématiciens de Nice sur les groupes p-divisibles (groupes de Barsotti–Tate) importants en géométrie algébrique en caractéristique première, introduits dans les années 1950 par Jean Dieudonné dans son étude des algèbres de Lie sur des corps de caractéristique finie. Messing collabore avec Pierre Berthelot, Barry Mazur et Aise Johan de Jong.